# Un sur cinq
Un sur cinq est une émission de télévision française hebdomadaire pour la jeunesse produite par Armand Jammot et présentée par Patrice Laffont et diffusée le mercredi après-midi à partir de 16 h 20 sur Antenne 2 de 1975 à 1978.
Témoignage de Patrice Laffont sur la genèse de l'émission : "Un Jour, j'ai parlé de mon idée à Armand Jammot qui avait été justement chargé lors de la nouvelle organisation d'Antenne 2 de s'occuper de la tranche horaire de mercredi après-midi, jour des jeunes par excellence, depuis qu'il n'y a plus de jeudi. Mon idée de base était une sorte de Cinq colonnes à la une pour adolescents, ces 15-20 ans dont on ne s'occupe guère. Les idées de Jammot amalgamées aux miennes ont donné "1 sur 5" et j'en assume la rédaction en chef."
Sur le titre de l'émission Patrice Laffont précise qu'il n'y a "pas d'explication vraiment logique. "1 sur 5", ça sonne, ça claironne, ça justifie aussi l'envie que nous avons tous de proposer une émission dynamique, spontanée qui veut aller au fond des problèmes et des préoccupations de la jeunesse. Cela veut dire aussi qu'il y a 1 Français sur 5 qui a entre 15 et 20 ans."
Le succès de cette émission fut considérable, grâce à son ton novateur et à la place qu'elle laissait aux jeunes spectateurs. De nombreux et variés sujets sont abordés : le chômage, la peine de mort, la pop-musique et les derniers succès du hit-parade sont présentés.
Témoignage de Patrice Laffont après quelques semaines de présentation de l'émission : "j'ai constaté combien les jeunes actuels sont terriblement sérieux, terriblement conscients de ce qui va et surtout de ce qui ne va pas. Tous les grands problèmes les passionnent, et rien ne semble échapper à leur regard aigu. Moi, je me souviens qu'à leur âge, j'avais des préoccupations beaucoup plus futiles."
Patrice Laffont décide au printemps 1978 d'abandonner ce programme pour un prime-time hebdomadaire avec la même équipe appelé Mi-Fugue, Mi-Raison.

## Chroniqueurs de l'émission
- Laurent Broomhead occupe le rôle du scientifique farfelu,
- Freddy Hausser et François Jouffa (avec ses séries Johnny Story, Beatles Story, Elvis Presley Story) présentent du rock anglo-saxon,
- Bernard Guillemin interviewe les vedettes de la chanson française,
- Francis Slomka parle de bande dessinée,
- Philippe Dana parle des dessins animés,
- Allain Bougrain-Dubourg effectue des reportages sur les animaux,
- Igor et Grichka Bogdanoff occupent la rubrique science fiction.

D'autres comme Laure Baudoin, Gabriel Cotto, Didier de Plaige, Guy Skornik... Philippe Manœuvre y fait sa première apparition en télé, en interviewant The Clash. 
Le générique de l'émission est composé et chanté par Daniel Balavoine.